# Ӈ
Ӈ (minuskule ӈ) je varianta písmene Н v cyrilici. Je používáno v čukotštině, dolganštině, enečtině, chantyjštině, kildinské sámštině, mansijštině, něnečtině a v nivchštině. Písmeno zachycuje stejnou hlásku jako písmeno Ҥ, písmeno Ң a spřežka Нг. Obvykle se jedná o velární nazálu (zadopatrové n jako ve slově branka) v mezinárodní fonetické abecedě reprezentovanou symbolem ŋ.